# Harold Franklyn

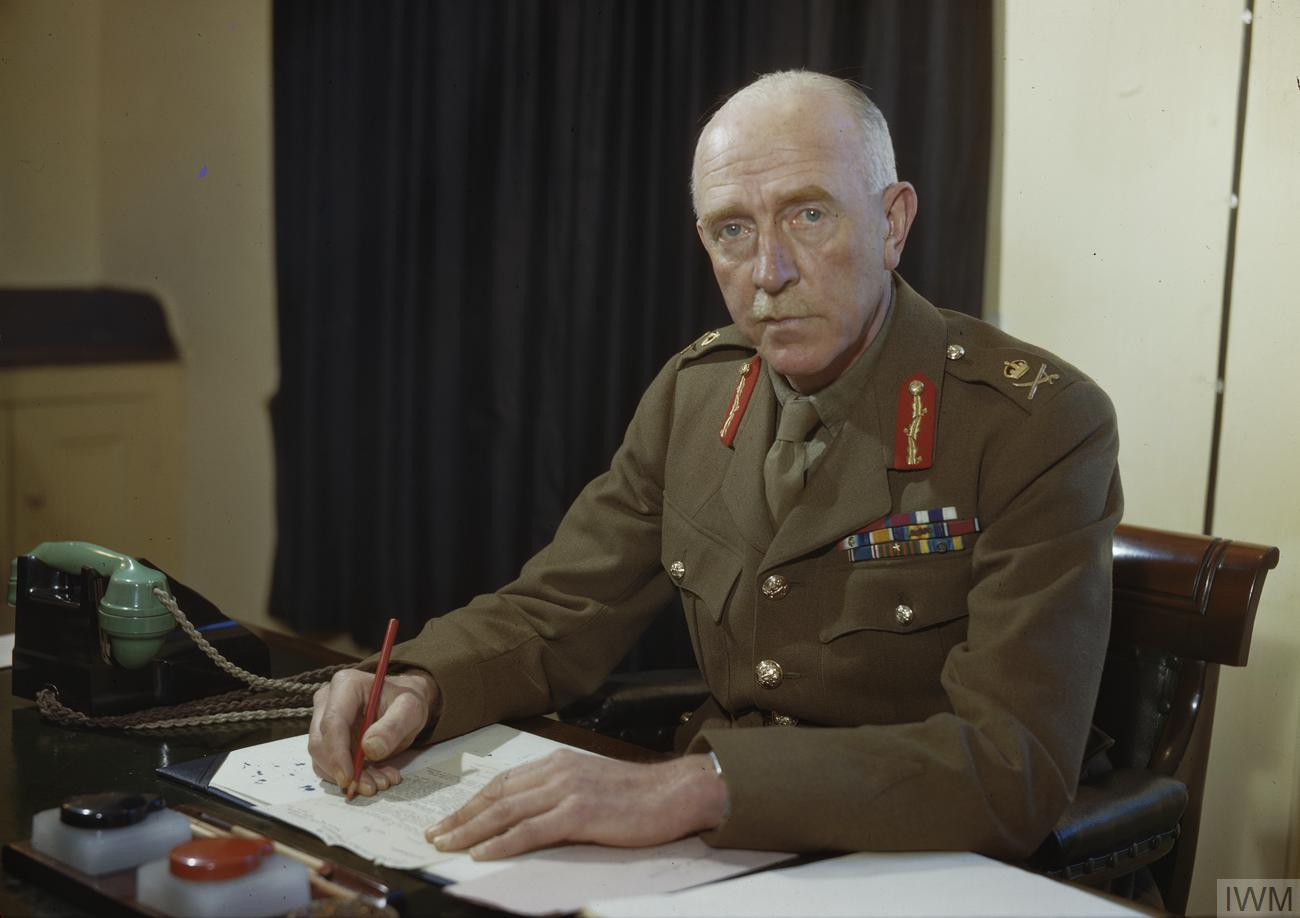
Harold Franklyn (1943)

Sir Harold Edmund Franklyn, KCB, DSO, MC (* 28. November 1885; † 31. März 1963 in Newbury, Berkshire) war ein britischer Offizier der British Army, der als Generalmajor zwischen 1938 und 1940 Kommandierender General der 5. Infanteriedivision war und als solcher mit der British Expeditionary Force (BEF) während des Westfeldzuges 1940 am 21. Mai 1940 an der Schlacht von Arras sowie vom 26. Mai bis zum 5. Juni 1940 an der Schlacht von Dünkirchen teilnahm. Als Generalleutnant war er von 1940 bis 1941 Kommandierender General des VIII. Korps sowie zuletzt zwischen 1943 und 1945 als General Oberkommandierender der Heimatstreitkräfte.

## Leben

### Offiziersausbildung, Erster Weltkrieg und Zwischenkriegszeit
Harold Edmund Franklyn, Sohn von Generalleutnant Sir William Edmund Franklyn und Helen Williams, absolvierte nach dem Besuch der renommierten Rugby School eine Offiziersausbildung am Royal Military College Sandhurst. Nach deren Beendung trat er am 16. August 1905 in das Linien-Infanterieregiment Green Howards (Alexandra, Princess of Wales’s Own Yorkshire Regiment) ein, in dem bereits sein Vater diente. Im Anschluss folgten zahlreiche Verwendungen als Offizier sowie nach Abschluss des Staff College Camberley 1914 auch als Stabsoffizier in der British Army. Während des Ersten Weltkrieges wurde er sechs Mal aufgrund seiner militärischen Leistungen im Kriegsbericht erwähnt (Mentioned in dispatches). Für seine Verdienste wurde ihm das Military Cross (MC) und 1918 der Distinguished Service Order (DSO) verliehen. Nach weiteren Verwendungen erhielt er am 20. August 1940 den Brevet-Rang als Oberstleutnant sowie am 31. August 1925 auch den kommissarischen Dienstgrad als Oberstleutnant und war daraufhin zwischen dem 31. August 1925 und dem 31. August 1928 selbst Ausbilder am Staff College Camberley. 
Nachdem Franklyn am 10. Mai 1930 zum Oberstleutnant (Lieutenant-Colonel) befördert worden war, wurde er am 22. Juli 1930 nach British West Indies versetzt und zum Local Brigadier ernannt. Er war bis zum 4. November 1930 sowohl Generalinspekteur der lokalen Streitkräfte (West Indian Local Forces) als auch Kommandeur (Commanding Officer) der Truppen in Jamaika. Nach seiner Rückkehr wurde er 1931 Kommandeur des 2. Bataillons des Infanterieregiments (West Yorkshire Regiment (Prince of Wales’s Own) (14th Foot)) und verblieb auf diesem Posten bis zum 28. November 1933. Am 28. November 1933 erfolgte seine Beförderung zum Oberst (Colonel), wobei die Beförderung auf den 20. August 1929 zurückdatiert wurde. Im Anschluss war er zwischen dem 28. November 1933 und dem 27. März 1935 Erster Generalstabsoffizier der Verteidigungskräfte im Sudan SDF (Sudan Defence Force). Am 28. März 1935 wurde ihm der vorübergehende Rang eines Brigadegenerals (Temporary Brigadier) verliehen, woraufhin er vom 28. März 1935 bis zu seiner Ablösung durch Generalmajor William Platt am 10. Dezember 1938 selbst Kommandierender General (General Officer Commanding) der Sudan Defence Force war. Als solcher wurde er am 22. Dezember 1936 auch zum Local Major-General ernannt und am 29. Januar 1938 zum Generalmajor (Major-General) befördert, wobei diese Beförderung zum 1. Januar 1938 zurückdatiert wurde.

### Zweiter Weltkrieg und Aufstieg zum General
Nach seiner Rückkehr löste Generalmajor Franklyn am 20. Dezember 1938 Generalmajor Guy Williams als Kommandierender General der 5. Infanteriedivision (5th Division) ab und behielt diesen Posten bis zum 19. Juli 1940, woraufhin Generalmajor Horatio Berney-Ficklin seine Nachfolge antrat. Zu Beginn des Zweiten Weltkrieges nahm er mit den Britischen Expeditionsstreitkräften BEF ( British Expeditionary Force) während des Westfeldzuges am 21. Mai 1940 an der Schlacht von Arras sowie vom 26. Mai bis zum 5. Juni 1940 an der Schlacht von Dünkirchen teil. Als Nachfolger des am 20. August 1939 verstorbenen General Edward Bulfin fungierte er bis zu seiner Ablösung 1949 zudem zehn Jahre lang als Ehrenoberst des Linien-Infanterieregiments Green Howards (Alexandra, Princess of Wales’s Own Yorkshire Regiment). 1940 wurde er für seine Verdienste auch Companion des Order of the Bath (CB). Am 19. Juli 1940 wurde er kommissarischer Generalleutnant (Acting Lieutenant-General) und übernahm daraufhin am 19. Juli 1940 den Posten als Kommandierender General des neu aufgestellten VIII. Korps (VIII Corps). Er verblieb in dieser Verwendung bis zum 18. Mai 1941 und wurde danach von Generalleutnant Kenneth Anderson abgelöst.
Im Anschluss wurde Harold Franklyn am 19. Mai 1941 Oberkommandierender der britischen Truppen in Nordirland (Commander in Chief North Ireland) und übte diese Funktion bis Juli 1943 aus. Er erhielt am 19. Juli 1941 den kommissarischen Dienstgrad eines Generalleutnants (Temporary Lieutenant-General) und wurde am 10. September 1941 zum Generalleutnant (Lieutenant-General) befördert, wobei diese Beförderung auf den 6. August 1941 zurückdatiert wurde. Am 15. Mai 1943 wurde er Kommandierender General des Militärbezirks Nordirland (Northern Ireland District) und wurde als solcher am 23. Juli 1943 zum General befördert. Er wurde zudem am 1. Januar 1943 zum Knight Commander des Order of the Bath (KCB) geschlagen und führte seither den Namenszusatz „Sir“. Zuletzt löste er am 15. November 1944 General Bernard Paget als Oberkommandierender der Heimatstreitkräfte (Commander in Chief Home Force) und hatte diese Verwendung bis zur Auflösung dieser Funktion am 15. Oktober 1945 inne. Anschließend trat er in den Ruhestand.
Aus seiner 1913 geschlossenen Ehe mit Monica Belfield, Tochter von Generalleutnant Herbert Belfield, gingen ein Sohn und eine Tochter hervor.